# Abu Gurab
Abu Gurab es el nombre de una zona de Egipto situada a unos quince kilómetros de la moderna ciudad de El Cairo y a un kilómetro y medio de Abusir, entre Guiza y Saqqara, en la ribera occidental del río Nilo. La zona fue elegida por los reyes de la dinastía V para construir sus complejos funerarios y templos Solares.
El templo Solar era una estructura dedicada a Ra, divindad solar de Heliópolis que alcanzó gran relevancia en tiempos de la dinastía V. Según los papiros de Abusir, seis reyes de la V dinastía construyeron templos Solares: Userkaf, Sahura, Neferirkara, Neferefra-Isi, Nyuserra y Menkauhor. Apenas se han descubierto dos templos solares, el de Userkaf (el más antiguo) y el de Niuserra, encontrándose ambos en ruinas.

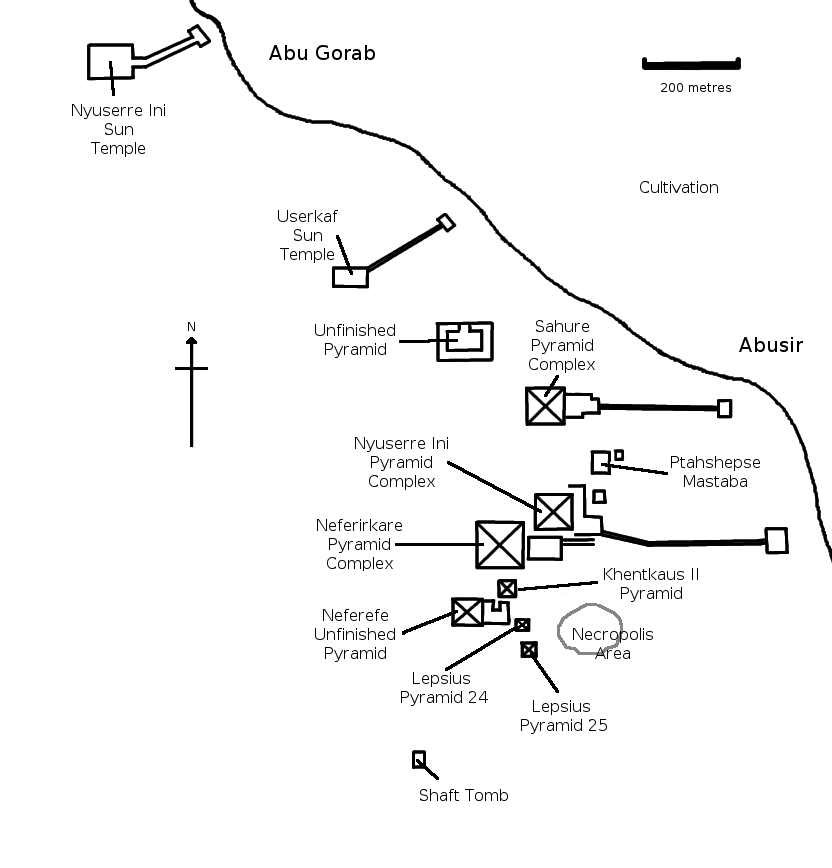
Plano de Abu Gurab y Abusir.

Partiendo de los templos conocidos, se puede reconstituir la estructura original de un templo Solar. Primero, junto al río Nilo existía el llamado templo de acogimiento; un camino cubierto daba acceso al tempo Solar propiamente dicho; se entraba en el a través de una puerta que llevaba a un patio cercado por un muro. En este patio se encontraba un altar, donde se hacían los sacrificios de animales, tras del cual se encontraba un gran obelisco.
El templo Solar de Niuserra es el que se encuentra en mejor estado de conservación. Al sur de sus ruinas fueron encontrados vestigios de una barca Solar.
Durante el reinado de Dyedkara-Isesi la actividad constructiva en Abu Gurab se interrumpe. A partir de entonces se deja de construir en Abu Gurab, optado este monarca por ser sepultado en Saqqara.
Trabajos de arqueología
El templo Solar de Niuserra fue excavado entre 1898 y 1901 por Ludwig Borchardt e Heinrich Schäfer. 
El templo de Userkaf fue excavado por Herbert Ricke en los años ochenta.